# Kesselbruchweiher
Der Kesselbruchweiher ist ein Teich auf dem Gebiet der hessischen Stadt Frankfurt am Main. Das Stillgewässer mit einer Wasserfläche von 2,4 Hektar liegt auf der Gemarkung des Stadtteils Sachsenhausen im Frankfurter Stadtwald. Der Teich wurde in der zweiten Hälfte der 1960er-Jahre in einer stillgelegten Kiesgrube künstlich angelegt. Der Name des Weihers ist abgeleitet von der tektonischen Bezeichnung Kesselbruch für ein durch Verwerfungen entstandenes Senkungsfeld.

## Lage
Der Kesselbruchweiher liegt im äußersten Südosten Sachsenhausens und dem Oberwald genannten östlichen Teil des Stadtwaldes. Das Gebiet gehört zum südlichen Abschnitt des Frankfurter Grüngürtels. Wenige Meter in nordwestlicher Richtung benachbart liegt der 1958 angelegte Teich Försterwiesenweiher. Um den Kesselbruchweiher herum führt ein Spazierweg mit Bänken; eine Nutzung des Teichs zum Baden und für Wassersport ist nicht vorgesehen. Im Teich liegen zwei Inseln, die den dort heimischen Vögeln als Brutgebiet dienen.

## Verkehrsanbindung
Der Kesselbruchweiher ist direkt nur zu Fuß und mit dem Fahrrad über unbefestigte Waldwege zu erreichen. Die nächstgelegene Haltestelle des Öffentlichen Personennahverkehrs der Frankfurter Verkehrsgesellschaft VGF ist die etwa einen Kilometer südwestlich liegende Haltestelle Neu-Isenburg/Stadtgrenze der Linie 17 der Frankfurter Straßenbahn. Der nächstgelegene Parkplatz für den motorisierten Individualverkehr befindet sich nordöstlich in ungefähr 750 Metern Entfernung an der Grastränke, erreichbar über die Babenhäuser Landstraße. Unmittelbar am östlichen Teichufer entlang führt ein Abschnitt des Naturpfades Weilruh; dieser ist dort für eine Strecke von etwa 200 Metern deckungsgleich mit dem Europäischen Fernwanderweg E1.
Einen Kontrast zum Naturerlebnis des Teiches und seiner Umgebung stellt der Umstand dar, dass sich je nach Windrichtung eine Ein- beziehungsweise Abflugschneise des Flughafens Frankfurt Main in unmittelbarer Nähe zum Kesselbruchweiher befindet. Der daraus resultierende Fluglärm kann als Beeinträchtigung empfunden werden.